# Черновицкий областной совет
Черновицкий областной совет (укр. Чернівецька обласна рада) — представительный орган местного самоуправления, который представляет общие интересы территориальных общин сёл, посёлков, городов, в пределах полномочий, определённых Конституцией Украины, Законом Украины «О местном самоуправлении на Украине» и другими законами, а также полномочий, переданных им сельскими, поселковыми, городскими советами.
Областной совет состоит из 64 депутатов, избирается населением Черновицкой области сроком на 5 лет. Совет избирает постоянные и временные комиссии. Областной совет проводит свою работу сессионно. Сессия состоит из пленарных заседаний и заседаний ее постоянных комиссий.

## Состав
По результатам местных выборов, прошедших 25 октября 2020 года, в Волынский областной совет было избрано 64 депутата.
| — | Партия                                   | Первый кандидат | Кол-во депутатов |
| - | ---------------------------------------- | --------------- | ---------------- |
|   | Слуга народа                             | Николай Гуйтор  | 12               |
|   | Батькивщина                              | Иван Мунтян     | 9                |
|   | Единая альтернатива                      | Владимир Мороз  | 9                |
|   | Европейская солидарность                 | Михаил Павлюк   | 9                |
|   | Аграрная партия Украины                  | Алексей Бойко   | 7                |
|   | Гражданское движение «Народный контроль» | Олег Чёрный     | 6                |
|   | Оппозиционная платформа — За жизнь       | Михаил Жар      | 6                |
|   | За будущее                               | Владимир Еленев | 6                |

## Список постоянных комиссий[2]
- Комиссия по вопросам агропромышленного развития и земельных отношений
- Комиссия по вопросам строительства, архитектуры, инфраструктуры, транспорта и связи
- Комиссия по вопросам экономики, бюджета и инвестиций
- Комиссия по вопросам охраны здоровья, труда, социальной защиты населения и поддержки участников АТО и членов их семей
- Комиссия по вопросам охраны окружающей природной среды и природопользования
- Комиссия по вопросам приватизации и управления объектами общей собственности территориальных громад сёл, посёлков, городов области
- Комиссия по вопросам регламента, депутатской деятельности, этики и награждений
- Комиссия по вопросам регуляторной политики, развития предпринимательства, туризма и трансграничного сотрудничества
- Комиссия по правовым вопросам, местного самоуправления, межэтнических отношений и антикоррупционной деятельности

## Руководство совета[3]
- Алексей Бойко — председатель областного совета
- Нина Лемеш — первый заместитель председателя областного совета
- Дмитрий Блауш — заместитель председателя областного совета

## Список председателей Черновицкого областного совета[4]
| Фото | Имя                                                     | Годы жизни | Начало срока    | Конец срока     | Примечания                              |
| ---- | ------------------------------------------------------- | ---------- | --------------- | --------------- | --------------------------------------- |
|      | Иван Николаевич Гнатишин Іван Миколайович Гнатишин      | р. 1951    | июнь 1991       | 28 ноября 1996  |                                         |
|      | Иван Орестович Шилепницкий Іван Орестович Шилепницький  | р. 1948    | 28 ноября 1996  | 20 апреля 2002  |                                         |
|      | Теофил Йозефович Бауэр Теофіл Йозефович Бауер           | р. 1962    | 20 апреля 2002  | 29 августа 2002 |                                         |
|      | Александр Антониевич Смотр Олександр Антонійович Смотр  | р. 1960    | 29 августа 2002 | 16 июня 2005    |                                         |
|      | Александр Иванович Грушко Олександр Іванович Грушко     | р. 1958    | 23 июня 2005    | 4 мая 2006      |                                         |
|      | Иван Орестович Шилепницкий Іван Орестович Шилепницький  | р. 1948    | 4 мая 2006      | 19 ноября 2010  |                                         |
|      | Василий Ананьевич Ватаманюк Василь Ананійович Ватаманюк | 1947—2011  | 19 ноября 2010  | 15 февраля 2011 | Умер в должности                        |
|      | Валентин Михайлович Манилич Валентин Михайлович Маніліч | р. 1964    | 15 февраля 2011 | 16 марта 2012   | Исполняющий обязанности главы облсовета |
|      | Михаил Иванович Гайничеру Михайло Іванович Гайничеру    | р. 1950    | 16 марта 2012   | 1 декабря 2015  |                                         |
|      | Иван Николаевич Мунтян Іван Миколайович Мунтян          | р. 1969    | 1 декабря 2015  | 18 декабря 2020 |                                         |
|      | Алексей Сергеевич Бойко Олексій Сергійович Бойко        | р. 1982    | 18 декабря 2020 | н. в.           |                                         |